# Loire-les-Marais
 Loire-les-Marais  es una población y comuna francesa, situada en la región de Poitou-Charentes, departamento de Charente Marítimo, en el distrito de Rochefort y cantón de Rochefort-Nord.

## Demografía
| 168 | 172 | 165 | 268 | 314 | 326 |
| Para los censos de 1962 a 1999 la población legal corresponde a la población sin duplicidades (Fuente: INSEE [Consultar]) |     |     |     |     |     |